# Винден им Елцтал
Винден им Елцтал (њем. Winden im Elztal) општина је у њемачкој савезној држави Баден-Виртемберг. Једно је од 24 општинска средишта округа Емендинген. Према процјени из 2010. у општини је живјело 2.812 становника. Посједује регионалну шифру (AGS) 8316055.

## Географски и демографски подаци
Винден им Елцтал се налази у савезној држави Баден-Виртемберг у округу Емендинген. Општина се налази на надморској висини од 292 метра. Површина општине износи 22,0 km². У самом мјесту је, према процјени из 2010. године, живјело 2.812 становника. Просјечна густина становништва износи 128 становника/km².